# Boano (hoamoal jezik)
Boano jezik (buano; ISO 639-3: bzn), austronezijski jezik centralnomolučke skupine, kojim govori 3 240 ljudi (1982) na otoku Boano, zapadno od Serama, Indonezija.
Različit je od jezika boano s Celebesa [bzl], koji pripada podskupini tolitoli. S jezicima larike-wakasihu [alo] i luhu [lcq] čini užu skupinu hoamoal

## Vanjske poveznice
- Ethnologue (14th)
- Ethnologue (15th)